# ثلاثة أطفال في عربة (كتاب)
ثلاثة أطفال في عربة (بالإنجليزية: Three Kids in a Cart)‏ هو كتاب غير أدبي للكاتب الأمريكي ألن دروري نشر في عام 1965.
نشرته دار نشر دابلداي في الولايات المتحدة الأمريكية. 